# Provence (cuirassé, 1913)
Pour les autres navires du même nom, voir Provence (navire).
La Provence est un cuirassé français de type Dreadnought de la classe Bretagne, lancé en 1913, qui servit pendant les deux guerres mondiales en Méditerranée. Le capitaine de vaisseau Jean Cras, par ailleurs compositeur, fut son commandant en 1927-1928.

## Construction
La classe Bretagne est issue de la loi-programme du 30 mars 1912. Le texte était ambitieux, qui visait à fixer la flotte à vingt-huit cuirassés, dix éclaireurs d’escadre, cinquante-deux torpilleurs dits de « haute-mer », dix bâtiments pour divisions lointaines et quatre-vingt quatorze sous-marins.
À l'époque du vote de la loi, la France dispose d'une flotte de cuirassés non négligeable (dont douze cuirassés modernes : deux « classe République » ; quatre « classe Liberté » ; et six « classe Danton »), mais qui compte aussi des navires totalement dépassés, dont ceux issus programme naval de 1890, dit flotte d'échantillons. Ce programme avait le tort de fixer uniquement la composition de l'artillerie principale, la vitesse minimale et un déplacement maximal de 12 000 tonnes. Le reste était laissé à l'initiative des ingénieurs, ce qui a donné des bâtiments n'ayant pas la même silhouette, la même propulsion, le même calibre d'artillerie secondaire, le même compartimentage ou le même blindage.
Cette absence de normes avait des conséquences désastreuses en termes d'entretien, d'approvisionnement ou même au combat, avec des bâtiments parfois très différents, mais qui avaient tous en commun une mauvaise protection des œuvres vives. Ainsi, le Bouvet, issu du programme de 1890 chavirera et coulera en moins d'une minute, emportant la majeure partie de son équipage de 700 marins, après avoir touché une mine dans le détroit des Dardanelles le 18 mars 1915 à l'occasion de la bataille du même nom.
Cette flotte de cuirassés est donc assez disparate et est surtout quasiment rendue obsolète depuis l'entrée en service du HMS Dreadnought britannique en 1906.
La France réagit tardivement à cette révolution, qui a conduit à une course à l'armement, et ce n'est qu'à l'occasion du programme naval de 1910 que la première classe de Dreadnoughts français est programmée, avec la classe Courbet, qui sera suivie par la Classe Bretagne, dont est issue la Provence.
Le pays est toutefois handicapé par le manque de cales de constructions de taille suffisante, les bassins Vauban de Toulon ne seront terminés qu'en 1927, ce qui va conduire à une reprise par les classes Bretagne des coques des Classe Courbet, en vue de remplacer le Carnot, le Charles Martel, et la Liberté. Cela conduit à des bâtiments de mêmes dimensions que ceux de la classe Courbet, mais leur armement est plus puissant grâce aux dix pièces de 340 mm en cinq tourelles doubles. Deux tourelles tirant vers l'avant, deux vers l'arrière, et une au milieu, tirant des deux bords.
Construit à l'arsenal de Lorient, la Provence est lancée le 20 avril 1913 et est armée en juin 1915.

## Historique

### Première Guerre mondiale
La Provence sert en Méditerranée avec ses deux autres sister-ships, la Bretagne et la Lorraine, mais sans participer à aucun combat, le conflit ayant évolué vers la lutte anti-sous-marine. En juin 1919, il est touché par la vague de mutinerie qui secoue la flotte française basée en mer Noire pour lutter contre les bolcheviques.

### Seconde Guerre mondiale

#### Entre patrouilles et entraînements
Au sortir d'un grand carénage qui a duré du 20 janvier au 17 avril 1939, le cuirassé est armé à effectif de guerre. L'opération commence le 4 mai et s'achève le 17. La Provence est alors affectée en Méditerranée : elle quitte Brest le 1er juin et atteint Toulon le 15, via Gibraltar et Casablanca.
Le 1er juillet le navire est placé hors rang et devient le navire amiral du commandant en chef de l'Escadre de Méditerranée, le vice-amiral d'escadre Ollive. Ce dernier recevant une nouvelle affectation, le cuirassé doit le transporter à Casablanca et quitte Toulon le 1er septembre. Entre-temps, le navire ayant subi une avarie, il doit stopper à Gibraltar du 3 au 18 septembre. Il  rentre à Toulon le 5 du mois suivant, via Oran.
Le navire participe ensuite à quelques exercices au large de Toulon, puis commence une série de rotations entre Toulon et Gibraltar, du 4 au 15 décembre. Le 22, le contre-amiral Bouxin, commandant de la 2e division de ligne, hisse sa marque sur le cuirassé.
La Provence quitte Toulon le 24 janvier et est ainsi basée à Dakar du 30 janvier au 11 avril 1940. Elle quitte ce jour-là le port sénégalais et prend la direction de Mers-El-Kébir, à l'ouest d'Oran, où elle doit être basée avec d'autres bâtiments de ligne. Cette décision a été prise à la suite de la possibilité de l'entrée de l'Italie dans le conflit. Le cuirassé atteint le port algérien le 16 du même mois. Elle est rejointe deux jours plus tard par ses sisters-ships la Bretagne et la Lorraine, et composent la 2e division de ligne. La Provence en est le navire amiral, sous les ordres du contre-amiral Bouxin.
La division au complet quitte le port le 26 avril et fait escale à Alger du 27 au 29, puis mouille à Alexandrie le 3 mai, date à laquelle elle est incorporée à la force X de l'amiral Godfroy. Du 15 au 19, elle participe à des exercices avec la Mediterranean Fleet britannique.
Devant la montée des tensions avec l'Italie et l'imminence de son entrée en guerre, la Provence et la Bretagne quittent la force X, retirant donc la Lorraine de la 2e division de ligne. L’objectif est de renforcer la flotte dans la partie ouest du théâtre méditerranéen. La division quitte donc le port égyptien le 20 mai et atteint Mers-El-Kébir le 27, après une escale à Bizerte du 23 au 25. La division est alors placée sous les ordres du vice-amiral d'escadre Gensoul, qui se trouve déjà à Mers el-Kébir avec l'escadre de l'Atlantique : les cuirassés Dunkerque (navire amiral) et Strasbourg.

#### À Mers-El-Kébir lors de l'opération Catapult
Le 3 juillet 1940, en seconde partie d'après-midi et après des négociations sans résultats, une escadre anglaise bombarde à partir de 16 h 53 les navires français stationnés à Mers el-Kébir, dans le cadre de l'opération Catapult. Les navires français tentèrent de répliquer.
La Provence devait appareiller en seconde position, après le Dunkerque, mais ce dernier ayant été touché dès le début de l'action et évoluant très lentement, le commandant de la Provence, le capitaine de vaisseau Barois, ordonna de larguer les amarres tout en prenant garde de ne pas gêner le Dunkerque.
La Provence répliqua alors rapidement au tir britannique, et ce dès 16 h 58, en tirant par-dessus le Dunkerque. Elle tirera 23 coups de 340 mm, avec respectivement ses tourelles I, II et IV. La tourelle III ne pouvant tirer, gênée par la tour du Dunkerque, et la tourelle V subissant plusieurs avaries d'alimentation électrique, et les rares fois où elle fut en mesure de tirer, elle fut également gênée par le Dunkerque. Le tir de la Provence est nourri mais inefficace, tirant trop court - à 12 000 mètres, alors que l'escadre ennemie tirait depuis 16 000 mètres - et ne put être corrigé à cause des dégâts subis rapidement. Cependant, un rapport britannique affirme que des obus de gros calibres tirés par la Provence ont encadré le navire amiral de l'escadre anglaise, le croiseur de bataille Hood, des éclats blessant deux marins à bord de ce dernier.
En effet, après le départ de la dixième salve du croiseur de bataille, le fragment d'un obus ayant explosé sur la tourelle II du Dunkerque frappa le sommet du tripode de la Provence, en plein dans le poste de conduite de tir des 340, tuant presque sur le coup l'officier canonnier, le lieutenant de vaisseau Cherrière, qui eut tout juste le temps d'appeler le blockhaus de tir pour demander à son adjoint de prendre la suite des opérations. Le télépointeur pu néanmoins faire partir encore deux salves, avant de devenir inutilisable à cause des dégâts subis et de la fumée environnante.
Entre-temps, le cuirassé avait subi d'autres dommages. À 17 H 03, un obus de 380 mm ennemi touche l'extrême arrière du bâtiment, explosant à l'intérieur, créant un début d'incendie et sectionnant une canalisation de vapeur alimentant le treuil arrière. L'équipe de sécurité tenta d'intervenir pour isoler la conduite endommagée, mais la vapeur et la fumée rendirent son travail  impossible. La montée rapide de la température fit chauffer la paroi de la soute à munitions de la tourelle V, le commandant donna l'ordre de la noyer. Rapidement la situation devint critique et il fallut faire de même pour la tourelle IV. Un impact a également endommagé un des deux canons de la tourelle III, le rendant inutilisable, si la tourelle avait été en mesure de tirer.
Les dégâts causés par l'obus ayant explosé à l'arrière - une plaque de blindage ayant été décollée à bâbord - conjugués à l'enfoncement du navire à la suite du noyage des soutes, firent que la mer commença à s'engouffrer par le trou béant laissé par la plaque de blindage, stoppant une dynamo. En dépit de cela, le cuirassé a réussi à quitter le quai et, l'ennemi ayant suspendu ses tirs, l'amiral Gensoul, commandant l'escadre, lui demanda de mouiller.
L'équipage continua de s'activer pour éteindre les incendies, qui faisaient encore rage avant la nuit, l'arrière du cuirassé encore enveloppé de fumée et de vapeur. De plus, l'eau continuait d'envahir le navire par cette zone. Face à la gravité des dégâts subis, le contre-amiral Bouxin donna l'ordre au capitaine de vaisseau Barois, commandant la Provence, d'échouer le bâtiment pour éviter sa perte. La Provence est alors échouée par 10 mètres de fond entre Roseville et Sainte-Clotilde, l'équipage continuant sa lutte contre les incendies de l'arrière, qui ne furent éteints qu'après deux heures de lutte et le concours de deux remorqueurs.
Les pompes d’assèchement les deux remorqueurs entrèrent en action mais le volume d'eau pompé étant inférieur à celui de la voie d'eau causée par la brèche, le niveau de la mer ayant atteint les casemates de 138 mm à l'arrière, l'opération devenait inutile. Aussi, le commandant de la Provence reçut l'ordre de fermer les portes étanches, de mettre ses chaudières "bas les feux", puis de faire évacuer son bâtiment. Les opérations furent achevées à 2 h 30 le 4 juillet. La Provence compte alors huit morts et plusieurs blessés.
Le 6 juillet, l'aviation embarquée britannique revient sur Mers el-Kébir pour achever le Dunkerque, dont l'état-major a imprudemment affirmé à la presse locale que les dégâts étaient minimes, cela afin de rassurer la population. Les Britanniques lancent donc cette nouvelle opération sans attaquer la Provence, leur seule cible étant le Dunkerque qu'ils endommageront davantage.
Le 8 août, la 2e division de ligne, dont la Provence est la seule survivante, est dissoute.
Alors qu'elle présente des dégâts moins importants que le cuirassé Dunkerque, mais du fait d'une valeur militaire moindre, la Provence n'est pas la priorité de l'état-major quant à la réparation des unités endommagées. De plus, le port militaire de Mers el-Kébir est encore inachevé et ses moyens de réparation des grandes unités sont limités.
Néanmoins, les travaux sur la Provence débutent le 23 août, avec notamment pompage et déséchouage du bâtiment. Malgré une carène sale et déformée, le navire quitte Oran pour Toulon par ses propres moyens le 6 novembre, escorté par 5 torpilleurs du type Le Hardi. Il porte alors les marques de neutralité, peintes sur ses tourelles II et IV.

#### La fin à Toulon
Le 8 novembre, le navire arrive ainsi à Toulon où il passe au bassin pour de sommaires réparations. Il y est encore en janvier 1941.
Il est par la suite accosté aux appontements de Milhaud, puis plus tard à l'angle Robert, entre le transport d'hydravions Commandant Teste et le vieux cuirassé Condorcet. En gardiennage d'armistice, le navire ne fait plus partie de la flotte « active » et ne quittera plus son appontement. Il est néanmoins entretenu par un équipage réduit.
Le cuirassé est affecté comme dépôt à la Division des Écoles créée le 1er janvier 1942, le contre-amiral Jarry y hissant sa marque le 17 du même mois. Le navire reste désarmé par décision de la Commission italienne d'Armistice.
Le 27 novembre 1942, la flotte se saborde à la suite de la tentative de saisie par l'armée allemande : c'est l'opération Lila. La Provence est abordée par une équipe de prise allemande. Le commandant parlemente pendant que dans les fonds les hommes s'activent en mettant en place, puis en déclenchant des charges explosives qui ouvrent plusieurs voies d'eau et réalisent aussi d'importants dégâts. Le navire coule droit, mais son artillerie principale n'a pu être sabordée.
Étant donné son âge et l'importance de ses dommages, la Provence est immédiatement la cible des ferrailleurs italiens dont les autorités partagent l'occupation du port avec les Allemands. Les travaux sont réalisés sur place. Deux tubes de 340 seront débarqués début 1944, envoyés à Ruelle pour modification, puis installés dans la tourelle F de la batterie de 340 du cap Cépet à Saint-Mandrier-sur-Mer. Les deux tubes de la tourelle F avaient été sabordés le 27 novembre 1942.
En avril 1943, les travaux de démantèlement sont déjà bien avancés : le mât arrière, une partie du mât tripode et une partie des superstructures ont déjà été démontés, mais l'artillerie principale est encore en place. Deux mois plus tard, il ne reste que la majeure partie de la coque et les barbettes des tourelles de 340 mm du cuirassé, avec une partie des tourelles I et II. Le 11 juillet, ce qui reste de la coque est renfloué par les Italiens pour être démoli. Quand les alliés libèrent Toulon le 28 août 1944, ce qui restait de sa coque, la majeure partie, avait été coulée par les Allemands pour bloquer le port. L'épave sera renflouée et démolie en avril 1949.
Lors du débarquement de Provence en 1944, la batterie côtière de Cépet fut engagée par les bâtiments alliés, avec au moins un cuirassé ou croiseur lourd tirant sur la batterie chaque jour. Le cuirassé Lorraine des Forces françaises libres, un sister-ship de la Provence et armé de canons de même calibre était le premier navire à engager. La tourelle C de la batterie a été touchée le 16 août et la tourelle F tira, avec un seul tube disponible, environ 215 coups sur la flotte alliée,.

## Personnalités ayant servi sur le navire
- Jacques Sevestre (1908-1940), Compagnon de la Libération.

## Galerie photos

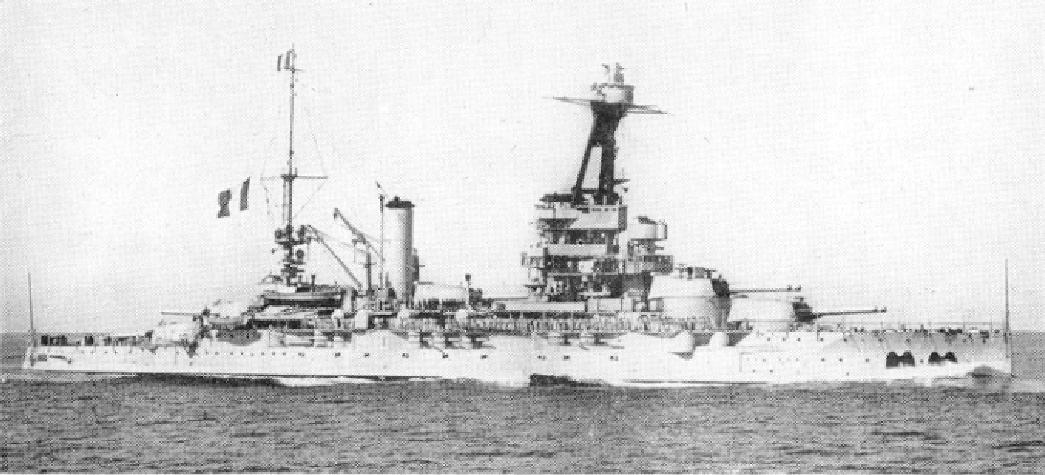
Le cuirassé Provence en route en 1939
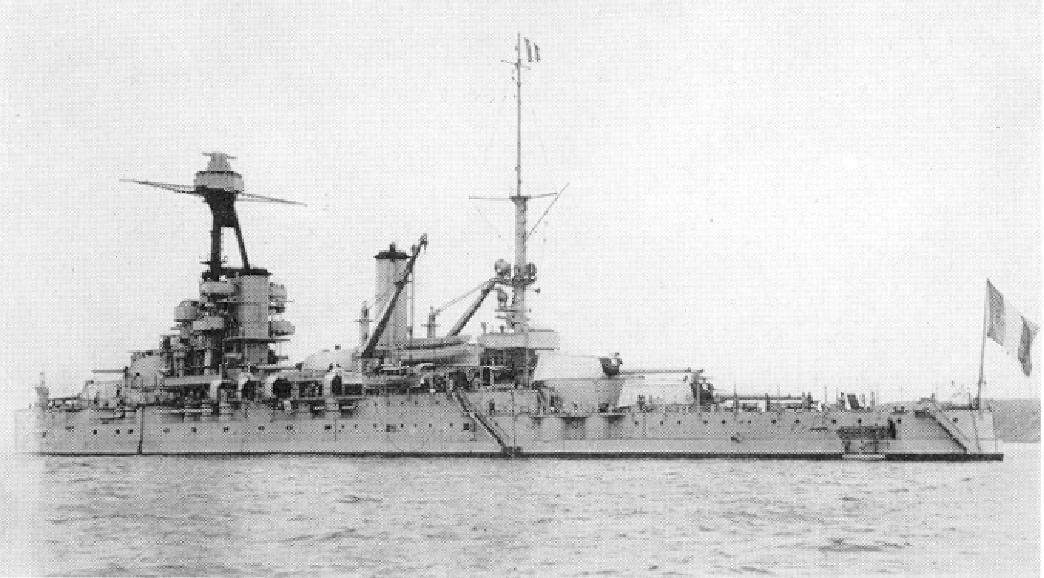
Le cuirassé Provence au mouillage en 1939

## Sources et bibliographie
- Jean Guiglini et Robert Dumas, Les cuirassés français de 23500 tonnes, 221p, Édition Les 4 Seigneurs, 1980.
- Hannsjörg Kowark, Hitler et la flotte française, 192 p., Marines Éditions, 1998.
- Michel Vergé-Franceschi (dir.), Dictionnaire d'Histoire maritime, éditions Robert Laffont, coll. « Bouquins », 2002
- Jean-François Roudier, Les canons de Saint-Mandrier, 365p, Édition de l'auteur, 2019. https://www.calameo.com/books/006171915b22d99c3862c